# Maurice Jeffers
Maurice Jeffers (* 3. April 1979 in Morrilton, Arkansas) ist ein ehemaliger US-amerikanischer Basketballspieler, der nach mehreren Spielzeiten in der zweitklassigen spanischen Liga Española de Baloncesto mittlerweile drei Spielzeiten beim deutschen Erstligisten 46ers aus Gießen spielte.

## Karriere
Jeffers spielte während seines Studiums in seinem heimatlichen US-Bundesstaat zunächst für die Lions des Westark College in der NJCAA. Nach zwei Jahren an dem damaligen Community College wechselte er an die Saint Louis University in der gleichnamigen Stadt im Bundesstaat Missouri. Das Basketballteam Bilikens der SLU spielte damals in der Conference USA der NCAA Division I. In seinem ersten Jahr mit den Bilikens, bei denen er zusammen mit dem ebenfalls in Deutschland bekannten Chris Heinrich spielte, nahm er an der Endrunde der NCAA teil, welche aber gleich mit einer Erstrundenniederlage gegen die Utah Utes endete. Im folgenden Jahr, wegen seiner Spielzeit am Junior College auch seine letzte Collegesaison, war er der Spieler der Bilikens mit den meisten Punkten und Rebounds und wurde zum besten Offensiv- und Defensivspieler des Teams sowie folgerichtig auch zum Most Valuable Player der Bilikens gewählt. Im folgenden NBA Draft wurde er vom Profiteam Sacramento Kings ausgewählt, welche ihn aber letztendlich nicht unter Vertrag nahmen. Er machte dann zwei Spiele für Asheville Altitude aus North Carolina in der damals neugeschaffenen NBA Development League. Später hatte Jeffers ein Engagement beim Schweizer Verein Olympic aus Freiburg im Üechtland, der 2002 Vizemeister werden konnte und für den auch sein Bilikens-Teamkamerad Matt Baniak aktiv war.
2003 spielte er zunächst in der Sommerliga United States Basketball League für zwei Mannschaften, konnte sich dort aber nicht für höhere Aufgaben empfehlen und unterschrieb schließlich bei einem spanischen Verein in der LEB Plata, was der dritten Liga in Spanien entspricht. 2004 präsentierte er sich ein weiteres Mal in der USBL, um dann wieder einen Vertrag in Spanien zu unterschreiben, wo er die folgenden vier Spielzeiten in der zweithöchsten Klasse für wechselnde Vereine spielte.
2008 wurde er schließlich vom deutschen Verein Gießen 46ers verpflichtet. Bei den 46ers gehörte Jeffers mit gut 12 Punkten im Schnitt zu den wichtigsten Punktesammlern, war aber am Ende der Saison verletzt, die für Gießen sportlich auf einem Abstiegsrang endete. Den erstmaligen Abstieg aus der Bundesliga konnte das BBL-Gründungsmitglied Gießen nur durch den Erwerb einer freigewordenen Lizenz verhindern. In der folgenden Saison wurde Jeffers erst nach Beginn der Spielzeit wegen des verletzungsbedingten Ausfalls von Johannes Lischka nachverpflichtet. Ein Abstiegsrang konnte diesmal knapp vermieden werden. In der folgenden Saison hatte Jeffers zunächst ein Engagement in Argentinien, wurde dort aber im Januar aus seinem Vertrag entlassen. Die sportlich gut in die Saison gestarteten 46ers waren nach einer Niederlagenserie in Abstiegsgefahr geraten und verpflichteten den frei gewordenen Swingman wenige Tage später. In der folgenden Spielzeit hatte Jeffers ab Mitte Dezember 2011 anhaltende Knieprobleme und kam für den Rest der Spielzeit nicht mehr zum Einsatz, die für die Mannschaft ohne Jeffers auf einem Abstiegsplatz endete.